# Nenad Levinger
Nenad Levinger (* 12. Juni 1947 in Sveti Ivan Žabno bei Zagreb; † 7. Juni 2008 in Veli Lošinj) war ein jugoslawischer bzw. kroatischer Maler und Zeichner.
Seine Bilder wurden seit 1960 auf Ausstellungen in Kroatien, Italien, Deutschland, Österreich, Polen und in den USA gezeigt. Eine Sammlung befindet sich in einem „offenen Atelier“ an seinem langjährigen und letzten Wohnort Veli Lošinj.

## Biografie
Levinger wurde 1947 als drittes Kind des Apothekers Ferdinand Levinger und dessen Frau Ana geboren. Nach seiner Geburt zog die Familie nach Bijeljina (Bosnien-Herzegowina) um, 1953 nach Doboj, 1955 nach Rab, 1956 nach Senj. Dort verkaufte Levinger sein erstes Ölgemälde. Seine künstlerische Entwicklung wurde gefördert von seinem Vater, von dem Grafiker Ivo Margeta und von dem Maler und Bildhauer Peter Kos. Die wachsende Begeisterung Levingers für abstrakte Kunst wurde aber von seinem Vater missbilligt und führte zu Differenzen. 1961 zog die Familie nach Mali Lošinj. Levinger besuchte eine Zeit lang die Kunstakademie in Zagreb, brach dies aber ab und absolvierte eine Ausbildung an der Handelsschule in Mali Lošinj. Seit 1962 stellte er regelmäßig seine Bilder aus. 1963 lernte er den Schriftsteller und Journalisten Erich Kuby kennen. Dies entwickelte sich zu einer langjährigen Freundschaft und Förderung.
1975 heiratete Levinger Blaženka Herceg. Beide haben einen Sohn Zvezdan. 1979 wurde im Privathaus der Familie in Veli Lošinj eine Galerie eröffnet. Etwa seit dieser Zeit konzentrierte sich Levinger auf Aquarellmalerei mit einer Tendenz zur Abstraktion.

## Künstlerische Arbeiten

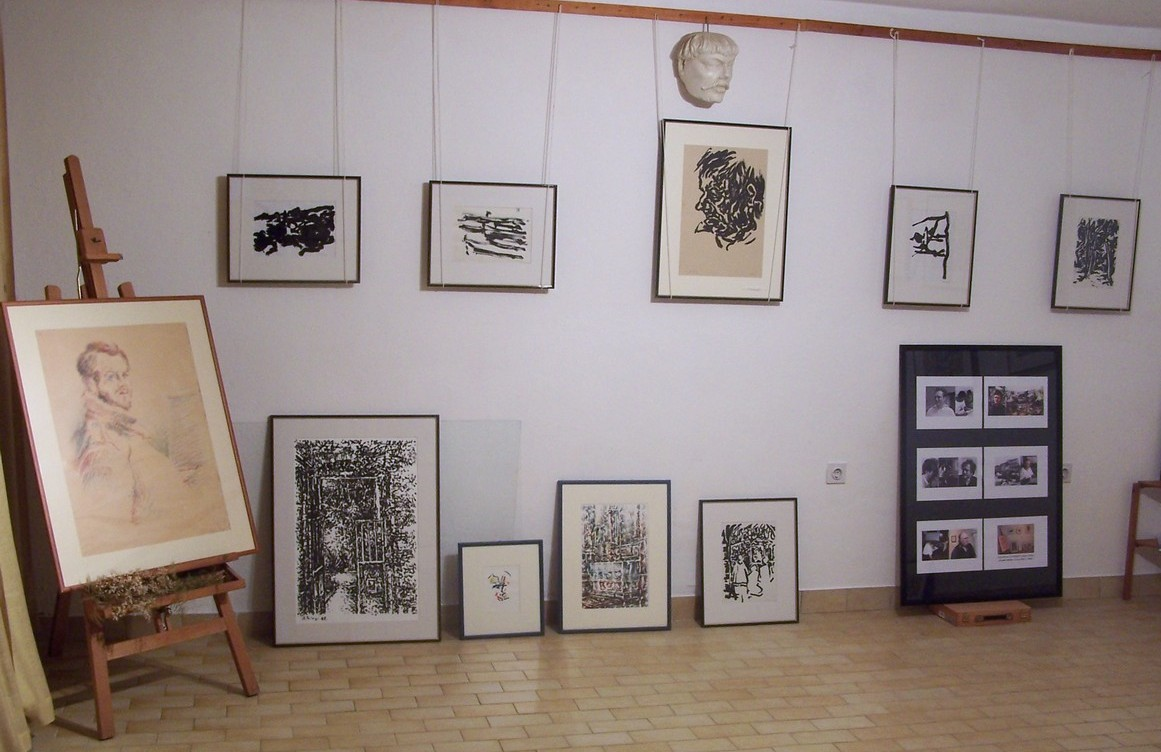
„Offenes Atelier“, Garina 5, Veli Lošinj

Das jüngere Werk Levingers ist stark vom Leben auf der Insel Lošinj geprägt. Viele Motive stammen von dort; Farben und Licht der Bilder sind durch die Umgebung bestimmt. Dabei zeigen sie nicht nur die ästhetische Schönheit, sondern auch die Schwierigkeiten und Härten des Lebens dort, vor allem in den Porträts von auf der Insel lebenden Menschen. Andere Bilder zeigen die reiche, aber gefährdete Welt der Natur. Christliche Motive, erotische Szenen, Selbstporträts und Stillleben ergänzen das Spektrum. Einige abstrakte Bilder entstanden, nachdem Levinger während der Zeit des Kroatienkriegs eine Zeitlang nicht mehr gemalt hatte. Levingers Techniken waren vielfältig. Er nutzte Aquarellfarben, Bleistift, Kreide, Rötel, Farbstifte und Tusche.